# Estación de Ronchin
La estación de Ronchin es una estación ferroviaria francesa, de la línea férrea París-Lille, situada en la comuna de Ronchin, en el departamento de Norte. Por ella transitan únicamente trenes regionales. 

## Situación ferroviaria
La estación se encuentra en el punto kilométrico 246,423 de la línea férrea París-Lille. 

## Historia
Fue inaugurada en la segunda mitad del siglo XIX por la Compañía de Ferrocarriles del Norte.
Entre 1997 y 2001 fue ampliamente renovada. Se le dotó de un aparcamiento para bicicletas y de monitores informativos.

## La estación
La estación posee dos andenes laterales y dos vías. Dispone de atención comercial de lunes a viernes.

## Servicios ferroviarios

### Regionales
Los siguientes trenes regionales transitan por la estación:
- Línea Arras / Douai / Libercourt - Lille.
- Línea Lens / Libercourt - Lille.